# Keyhole Markup Language
Il KML (Keyhole Markup Language) è un linguaggio basato su XML creato per gestire dati geospaziali in tre dimensioni nei programmi Google Earth, Google Maps, EarthBrowser (Archiviato il 12 febbraio 2015 in Internet Archive.) e Google Desktop. 
La parola keyhole è un vecchio nome che viene dal software della Cia da cui deriva Google Earth; il software fu prodotto a sua volta dalla Keyhole, Inc fondata da John Henke che fu acquisita da Google nel 2004. Il termine keyhole ricorda il nome dei satelliti di ricognizione KH, il vecchio sistema di ricognizione militare statunitense. KML è diventato uno standard aperto internazionale riconosciuto da Open Geospatial Consortium nel 2008.
Il file KML specifica un set di elementi (segnalibri geografici, immagini, poligoni, modelli 3D, descrizioni ed etichette testuali...) da visualizzare in Google Earth, Maps e Mobile. Ogni locazione ha obbligatoriamente una longitudine e una latitudine. Altri dati possono rendere la visualizzazione più specifica, come inclinazione, inquadratura e quota del punto di vista che insieme definiscono una vista. KML condivide parte della sua grammatica strutturale con il GML Archiviato il 23 luglio 2008 in Internet Archive.. 
Alcune informazioni KML non possono essere visualizzate in Google Maps.
.
Spesso i file KML sono distribuiti come KMZ, che sono file ZIP compressi con estensione .kmz. Quando un KMZ viene decompresso, al suo interno è presente un singolo file doc.kml, contenente tutti gli overlays e le icone referenziate nel KML.

## Esempio
```

 <?xml version="1.0" encoding="UTF-8"?>
 <kml xmlns="http://earth.google.com/kml/2.0">
 <Placemark>
   <description>New York City</description>
   <name>New York City</name>
   <Point>
     <coordinates>-74.006393,40.714172,0</coordinates>
   </Point>
 </Placemark>
 </kml>
```